# Караяр (Новосергієвський район)
Карая́р (рос. Караяр) — село у складі Новосергієвського району Оренбурзької області, Росія.

## Населення
Населення — 93 особи (2010; 95 у 2002).
Національний склад (станом на 2002 рік):
- башкири — 98 %